# Je veux vivre !
Pour plus de détails, voir Fiche technique et Distribution.

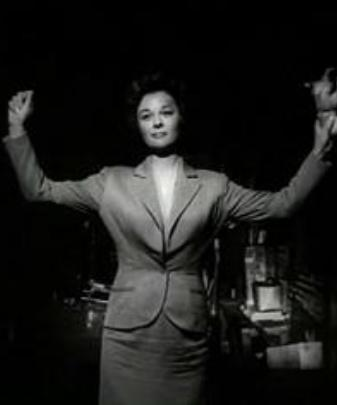
Susan Hayward.

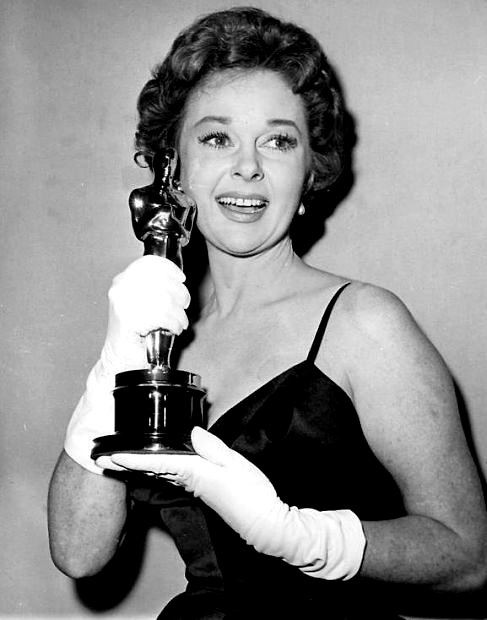
Susan Hayward recevant l'Oscar de la meilleure actrice en 1959 pour le rôle de Barbara Graham.

Je veux vivre ! (I Want to Live!) est un film américain de Robert Wise sorti en 1958. Il raconte l'histoire « vraie » d'une femme, Barbara Graham, reconnue coupable de meurtre et qui va être exécutée. Interprété par Susan Hayward, Simon Oakland, Stafford Repp et Theodore Bikel, il repose sur des articles écrits par le journaliste Ed Montgomery, lauréat du prix Pulitzer, et fondés sur des lettres écrites par Ms. Graham. Produit par Walter Wanger, il a été réalisé par Robert Wise. 
Le film n'en a pas moins acquis une grande réputation, faisant gagner à Susan Hayward l'Oscar de la meilleure actrice. 

## Synopsis
Barbara Graham est accusée du meurtre d'une riche veuve, et devant le tribunal, elle n'a vraiment pas les bonnes cartes en main. Elle a déjà été condamnée pour parjure et son mari est un truand toxicomane avec une longue carrière criminelle derrière lui ; malheureusement, c'est lui qui est son alibi : elle était avec lui au moment des faits, mais il était en plein delirium et ne peut rien se rappeler. 
Conscient de la situation désespérée de Barbara Graham, un enquêteur lui propose de lui fournir un alibi vraisemblable contre de l'argent ; cela se retourne contre l'accusée lorsque cet enquêteur témoigne faussement contre elle. Un reporter des causes criminelles, Ed Montgomery, a si bien préparé l'opinion publique que Barbara Graham ne trouve face à que elle des jurés hostiles.
Seul Carl Palmberg, expert psychologue auprès des tribunaux, croit en son innocence. Mais, isolé, il ne peut rien contre la puissance des médias qui ont déjà prononcé leur verdict. Barbara Graham est condamnée à mort. Ce n'est qu'après la sentence que Palmberg peut convaincre Montgomery de l'innocence de Barbara Graham. Le journaliste, tourmenté par sa mauvaise conscience, essaie maintenant de convaincre l'opinion publique, mais la demande de grâce déposée est rejetée et le jugement contre Barbara Graham est exécuté.

## Fiche technique
- Titre : Je veux vivre !
- Titre original : I Want to Live !
- Réalisation : Robert Wise
- Production : Walter Wanger
- Société de production : Figaro Inc.
- Distribution : United Artists
- Scénario : Nelson Gidding et Don Mankiewicz d'après les articles de Ed Montgomery et les lettres de Barbara Graham
- Musique : Johnny Mandel
- Photographie : Lionel Lindon
- Montage : William Hornbeck
- Décors : Victor A. Gangelin et Ted Haworth
- Costumes : Angela Alexander et Wesley Jeffries
- Pays de production : États-Unis
- Langue : anglais
- Format : Noir & blanc - Son : Mono (Westrex Recording System)
- Genre : Drame
- Durée : 120 minutes
- Date de sortie :
  - États-Unis :18 novembre 1958

## Distribution
- Susan Hayward (VF : Paule Emanuele) : Barbara Graham
- Simon Oakland (VF : Pierre Leproux) : Ed Montgomery
- Virginia Vincent (VF : Jeanine Freson) : Peg
- Theodore Bikel (VF : Raymond Loyer) : Carl Palmberg
- Wesley Lau (VF : Marc Cassot) : Henry L. Graham
- Philip Coolidge (VF : Jacques Beauchey) : Emmett Perkins
- Lou Krugman : Jack Santo
- James Philbrook (VF : Jean-Pierre Duclos) : Bruce King
- Bartlett Robinson (VF : Maurice Dorléac) : Le procureur général
- John Marley (VF : Gérard Ferrat) : Le père Devers
- Raymond Bailey (VF : Jean-Jacques Delbo) : Le directeur de San Quentin
- Joe De Santis (VF : Claude Péran) : Al Matthews

Acteurs non crédités
- Olive Blakeney : Corona Warden
- John George : auditeur au tribunal
- Marion Marshall (VF : Estelle Gérard) : Rita
- Wendell Holmes (VF : José Squinquel) : un détective
- Leonard Bell (VF : Maurice Nasil) : le premier voyou de San Francisco
- Than Wyenn (VF : Roland Ménard) : le second voyou de San Francisco
- Lew Gallo (VF : Michel François) : M. Thomas, le policier à la brigade des mœurs
- Jason Johnson (VF : Léonce Corne) : Bixel, le propriétaire
- Hope Summers (VF : Marie Francey) : Helen
- Herman Rudin (VF : Maurice Pierrat) : un détective
- Dan Sheridan (VF : François Valorbe) : le répartiteur du central
- Paul Gende (VF : Jean Claudio) : l'inspecteur de Police
- Stafford Repp (VF : Claude Bertrand) : le sergent de Police
- George Putnam (VF : Jean-Henri Chambois) : Lui-même
- Gage Clark (VF : Henri Crémieux) : l'avocat Richard G. Tibrow
- Peter Breck (VF : André Valmy) : Benjamin "Ben" Miranda
- Rusty Lane (VF : Jacques Berlioz) : le juge
- Bill Stout (VF : Michel Gudin) : Lui-même
- Michael Hill (VF : Gérard Buhr) : un huissier du tribunal
- Joe Brooks (VF : Jean Brassat) : un reporter
- James Maloney (VF : Gérald Castrix) : le dentiste de la prison
- Alice Backes (VF : Nadine Alari) : Barbara, l'infirmière de la prison
- Russel Thorson (VF : Pierre Morin) : le sergent de la prison
- Jon Lormer (VF : Émile Duard) : le docteur de la prison
- Meg Wyllie (VF : Joëlle Janin) : une gardienne
- Gertrude Flynn : la geôlière en chef

## Autour du film
- Le film est produit par Figaro Inc., la maison de production que fonda en 1953 Joseph L. Mankiewicz, c’est le seul film de la compagnie à avoir eu un succès aussi bien critique que commercial[1].
- Pour rendre le film le plus réaliste possible, le réalisateur Robert Wise, le directeur de production Forrest Johnston et le directeur artistique Ted Haworth assistèrent tous les trois à l'exécution de James Reese, un afro-américain de 27 ans, dans la chambre à gaz de la prison d'État de San Quentin, le 14 février 1958[2],[3].
- Sergio Leone est mort le 30 avril 1989 chez lui juste après avoir vu ce film[4] lors d'une diffusion télévisée.
- Lors d'une interview, Hayward a expliqué à Robert Osborne que ses propres recherches l'avait amenée à conclure que Graham était bien coupable, contrairement à ce que les articles de Montgomery laissaient finalement entendre.